# Värmbols FC
Värmbols FC är en fotbollsklubb i Katrineholm som bildades 3 december 1990. Klubben har ett herrlag i division 3. Där andra placeringen år 2009 är den bästa placeringen.
Föreningen bedriver sin verksamhet på Värmbols IP. Publikrekordet på Värmbols IP är 3 123 personer och det rekordet är från 23 augusti 2017 i Svenska Cupen omgång två när AIK var motståndarlaget.
Föreningen har idag 400 aktiva spelare, och närmare 600 medlemmar som står i och bakom VFC.

## Spelare

### Truppen
| Nr | Land    | Pos | Namn                    |
| -- | ------- | --- | ----------------------- |
| 1  | Sverige | MV  | Alvin Persson           |
| 15 | Uruguay | A   | Chrisstoffer Bonnet]]   |
| 7  | Sverige | F   | Elliot Jonsson          |
| 3  | Sverige | F   | Mustafa Sidiq           |
| 6  | Sverige | MF  | [Omar Jalal Taha]       |
| 10 | Sverige | MF  | Daniel Abbas            |
| 11 | Sverige | MF  | Yonathan Mulugheta      |
| 15 | Sverige | F   | Mirza Tule              |
| 16 | Sverige | A   | Ebenezer Baraka Biregey |
| 17 | Sverige | F   | Matthias Karjalainen    |

| Nr | Land    | Pos | Namn                  |
| -- | ------- | --- | --------------------- |
| 19 | Sverige | MF  | Yobel Samson          |
| 20 | Sverige | A   | Theodor Skarp         |
| 21 | Sverige | MF  | Ibrahim Saleh         |
| 22 | Sverige | F   | Zebastian Linder      |
| 23 | Sverige | A   | Yuael Samson          |
| 24 | Sverige | MF  | Simon Björling        |
| 26 | Sverige | MF  | Abdifatah Abukar Haji |
| 30 | Sverige | MV  | Melker Vogt           |
| -  | Sverige | F   | Abdiwali Ahmed Bashir |